# 亞洲週刊中文十大好書
亞洲週刊2004年起評選出十本中國大陸、香港、臺灣等地優秀中文出版物推介。與聯合報讀書人周報最佳書獎、中國時報開卷周報年度十大好書等並列為權威性的書本質素指標。

## 歷年獲選作品

### 2024年
| 於2025年第4期公佈。 - 王安憶《兒女風雲錄》（人民文學出版社） - 葉兆言《璩家花園》（譯林出版社） - 謝裕民《我的游離性遺忘》（時報出版） - 張楚《雲落》（北京十月文艺出版社） - 馬伯庸《食南之徒》（湖南文艺出版社） - 邱華棟《空城紀》（譯林出版社） - 朱嘉漢《金月蓮》（時報出版） - 呂新《深山》（中信出版集团） - 馬尼尼為《故鄉無用》（新經典文化） - 黃敏華《再回到這裏來》（P.PLUS LIMITED） | 於2025年第3期公佈。 - 李飛飛《我看見的世界：李飛飛自傳》（中信出版社） - 單偉建《金錢風雲：一個絕處逢生的故事》（信報出版） - 劉子超《血與蜜之地：穿越巴爾幹的旅程》（文匯出版社） - 孫萍《過渡勞動：平台經濟下的外賣騎手》（華東師範大學出版社） - 龍應台《注視：都蘭野書》（天地圖書有限公司） - 楊素秋《世上為什麼要有圖書館》（上海譯文出版社） - 王汎森《歷史是擴充心量之學》（聯經出版） - 陳果《大成昆》（天地出版社） - 孫康宜《奔赴》（聯經出版） - 廖文輝《馬來西亞華人史》（策略資訊研究中心） |
| | |

### 2023年
| 於2024年第3期公佈。 - 張貴興《鱷眼晨曦》（時報文化） - 賈平凹《河山傳》（作家出版社） - 吳明益《海風酒店》（小寫創意） - 譚劍《姓司武的都得死》（蓋亞文化） - 楊本芬《豆子芝麻茶》（廣東人民出版社） - 顏歌《平樂縣志》（上海三聯書店） - 王躍文《家山》（人民文學出版社） - 張平《換屆》（人民文學出版社） - 賀淑芳《蛻》（寶瓶出版） - 吟光《港漂記憶拼圖》（作家出版社） | 於2024年第4期公佈。 - 金觀濤《真實與虛擬：後真相時代的哲學》（中信出版社） - 鄭永年、楊麗君《中国叙事：如何讲好中国故事》（中信出版集團） - 林小英《县中的孩子：中国县域教育生态》（上海人民出版社） - 郭建龍《失落的世界：新興國家發展的陷阱與教訓》（當代中國出版社） - 張小滿《我的母親做保潔》（光啟書局） - 金光耀《以公理爭強權：顧維鈞傳》（香港中和出版公司） - 李歐梵《我的二十世紀——李歐梵回憶錄》（香港中文大學出版社） - 張作錦《今文觀止：試從故紙看今朝》（天下文化） - 阿來《西高地行記》（北京十月文藝出版社） - 張興軍《断裂与新生：一位中国记者笔下的印度日常》（貴州人民出版社） |
| | |

### 2022年
| 於2023年第3期公佈。 - 馬伯庸《大醫》（上海文藝出版社） - 閻真《如何是好》（湖南文藝出版社） - 駱以軍《大疫》（鏡文學） - 葛亮《燕食記》（人民文學出版社） - 林白《北流》（長江文藝出版社） - 龔萬輝《人工少女》（寶瓶出版） - 王梆《假裝在西貢》（人民文學出版社） - 林棹《潮汐圖》（上海文藝出版社） - 黃山料《那女孩對我說》（三采文化） - 朱大可《大桶》（四川文藝出版社） | 於2023年第5期公佈。 - 郭岱君《重探抗戰史》（聯經出版公司） - 黃奇帆《戰略與路徑：黃奇帆的十二堂經濟課》（上海人民出版社） - 王笛《歷史的微聲》（人民文學出版社） - 高全喜《中國憲制史》（香港城市大學出版社） - 關中《美國霸權的衰退和墮落》（時報文化） - 許德發《在承認與平等之間——思想視角下的「馬華問題」》（時報文化） - 張家偉《英國檔案中的香港前途問題》（香港城市大學出版社） - 林懷民《激流與倒影》（時報文化） - 郭振羽、羅福騰《多元和統一》（八方文化） - 孫立川、朱南《黃奕住大傳》（香港中華書局） |
| | |

### 2021年
| 於2022年第4期公佈。 - 王安憶《一把刀，千个字》（人民文學出版社） - 劉震雲《一日三秋》（花城出版社） - 陳耀昌《島之曦》（遠流出版公司） - 西西《欽天監》（廣西師範大學出版社） - 余華《文城》（北京十月文藝出版社） - 止庵《受命》（人民文學出版社） - 王定國《夜深人靜的小說家》（印刻出版） - 胡燕青《小時代》（匯智出版有限公司） - 羅偉章《誰在敲門》（廣西師範大學出版社） - 鄧觀傑《廢墟的故事》（雙囍出版） | 於2022年第3期公佈。 - 蘭小歡《置身事內：中國政府與經濟發展》（上海人民出版社） - 黃年《希望習近平看到此書：化解兩岸困局》（天下文化出版公司） - 周子衡《變軌：數字經濟及其貨幣演進》（中国对外翻译出版公司） - 洪雯《兩個香港的彌合之路》（香港商務印書館） - 張笑宇《商貿與文明：現代世界的誕生》（廣西師範大學出版社） - 郭建龍《絲綢之路大歷史：當古代中國遭遇世界》（天地出版社） - 謝永茂《蘭芳共和國史》（世界客屬總會） - 張炳良《二次過渡——香港2020政局反思：危機與前路》（香港中華書局） - 張若彤《究竟二二八：林茂生之死與戰後臺灣反日力量的覆滅》（講台文化有限公司） - 賴啟健《歷史的臍帶：東南亞建築與生活》（季風帶文化有限公司） |
| | |

### 2020年
| 於2021年第2期公佈。 - 姜戎《天鵝圖騰》（北京十月文艺出版社） - 陳春成《夜晚的潛水艇》（上海三聯書店） - 黎紫書《流俗地》（麥田出版） - 路內《霧行者》（上海三聯書店） - 莫言《晚熟的人》（人民文學出版社） - 馬家輝《鴛鴦六七四》（新經典圖文傳播有限公司） - 遲子建《煙火漫捲》（人民文學出版社） - 龍應台《大武山下》（時報文化） - 林培源《小鎮生活指南》（中信出版社） - 馮驥才《藝術家們》（人民文學出版社） | 於2021年第4期公佈。 - 項飆、吳琦《把自己作為方法：與項飆談話》（上海文艺出版社） - 施展《溢出：中国制造未来史》（中信出版社） - 郭于華《正常就好：可以從不做甚麼開始》（香港城市大學出版社） - 姚中秋《世界歷史的中國時刻》（海南出版社） - 呂大樂《尷尬：香港社會還未進入一國兩制的議題》（牛津大學出版社） - 黃克武《顧孟餘的清高：中國近代史的另一種可能》（香港中文大學出版社） - 黃燈《我的二本學生》（人民文學出版社） - 王正方《調笑如昔一少年》（北京十月文艺出版社） - 單偉建《走出戈壁：我的中美故事》（信報出版社） - 杜晉軒《血統的原罪：被遺忘的白色恐怖東南亞受難者》（臺灣商務印書館） |
| | |

### 2019年
| 於2020年1月12日出版之三十四卷二期該刊公佈。 - 鄧一光《人，或所有的士兵》（四川人民出版社） - 董啟章《命子》（聯經） - 阿來《雲中記》（北京十月文艺出版社） - 黃春明《跟著寶貝兒走》（聯合文學） - 七月《群星》（人民文學出版社） - 陈楸帆《人生算法》（中信出版社） - 黃錦樹《民國的慢船》（有人出版社） - 駱以軍《明朝》（鏡文學） - 龐貝《獨角獸》（花城出版社） - 遠子《白日漫遊》（廣西師範大學出版社） | 於2020年1月19日出版之三十四卷三期該刊公佈。 - 許紀霖《中國時刻？從富強到文明崛起的歷史邏輯》（香港城市大學出版社） - 何帆《變量—看見中國社會小趨勢》（聯經出版社、中信出版集團） - 蘇起《台灣的三角習題》（聯經出版社） - 任劍濤《中國的現代國家構造》（香港城市大學出版社） - 林世鈺 《煙雨任平生—高耀潔晚年口述》（世界華語出版社、崑崙出版社） - 盧躍剛《趙紫陽傳》（印刻文學生活雜誌出版） - 李黎《白鴿木蘭—烽火中的大愛》（印刻文學生活雜誌出版） - 劉天賜《賜官馳騁縱橫五十年》（天地圖書） - 延光錫《思想的分斷—陳映真與朴玄埰》（台灣社會研究雜誌社） - 張安翔《回不去的家—羅興亞難民的真實現況》（大將出版社） |
| | |

### 2018年
| 於2019年1月6日出版之三十三卷一期該刊公佈。 - 聞人悅閱《琥珀》（聯合文學） - 張貴興《野豬渡河》（聯經） - 上官鼎《阿飄》（時報文化） - 鍾曉陽《遺恨》（新經典文化） - 賈平凹《山本》（人民文學出版社） - 廖亦武《輪迴的螞蟻》（允晨文化） - 王安憶《考工記》（花城出版社） - 章詒和《伸出蘭花指》（牛津大學出版社） - 周大新《天黑得很慢》（人民文學出版社） - 謝裕民《建國》（富豪仕大眾傳播機構） | 於2019年1月20日出版之三十三卷三期該刊公佈。 - 施展《樞紐》（廣西師範大學出版社） - 潘毅《中國新生代農民工》（香港中華書局） - 雷光漢《蘇聯流亡記》（香港中文大學出版社） - 余英時《余英時回憶錄》（允晨文化） - 楊克林、倪惠康、王小彬 《熱振活佛》（天地圖書） - 梁天偉、黃仲鳴《數風流人物》（天地圖書） - 楊渡《有溫度的台灣史》（南方家園） - 龍應台《天長地久》（天下文化） - 張翠容《歐亞現場》（馬可孛羅） - 王正方《十年顛沛一頑童》（北京十月文藝出版社） |
| | |

### 2017年
| 於2018年1月14日出版之三十二卷二期該刊公佈。 - 李宏偉《國王與抒情詩》（中信出版集團） - 郝景芳《人之彼岸》（中信出版集團） - 韓松《驅魔》（上海文藝出版社） - 徐則臣《王城如海》（人民文學出版社） - 石芳瑜《善女良男》（時報出版） - 陳浩基《網內人》（皇冠出版社） - 劉震雲《吃瓜時代的兒女們》（長江文藝出版社） - 阿乙《早上九點叫醒我》（譯林出版社） - 盧一萍《白山》（上海文藝出版社） - 海凡《可口的飢餓》（有人出版） | 於2018年1月21日出版之三十二卷三期該刊公佈。 - 許倬雲《中國人的精神生活》（聯經出版） - 郭鶴年《郭鶴年自傳》（商務印書館） - 楊天石《找尋真實的蔣介石：蔣介石日記解讀（四）》（香港三聯書店） - 趙思樂《她們的征途》（八旗文化出版） - 周子衡 《賬戶》（社會科學文獻出版社） - 聶元梓《我在文革漩渦中》（中國文革歷史出版社） - 楊渡《在台灣發現歷史》（生活．讀書．新知三聯書店） - 周光蓁《香港音樂的前世今生》（香港三聯書店） - 朱曉軍、楊麗萍《帝國的跑道》（獨立作家） - 廖文輝《馬來西亞史》（馬來西亞文化事業有限公司） |
| | |

### 2016年
| 於2017年1月8日出版之三十一卷二期該刊公佈。 - 胡發雲 《迷冬》（南方家園文化事業有限公司） - 阮慶岳《黃昏的故鄉》（麥田出版） - 白垚《縷雲前書》（馬來西亞有人出版社） - 郝景芳《孤獨深處》（江蘇鳳凰文藝出版社） - 馬家輝《龍頭鳳尾》（新經典圖文傳播有限公司） - 張悅然《繭》（人民文學出版社） - 吳亮《朝霞》（人民文學出版社） - 葉姿麟《雙城愛與死》（時報出版） - 賈平凹《極花》（人民文學出版社） - 劉梓潔《真的》（皇冠文化） | 於2017年1月15日出版之三十一卷三期該刊公佈。 - 楊繼繩《天地翻覆》（天地圖書） - 俞可平《走向善治》（中國文史出版社） - 羅振宇《中國為什麼有前途》（中國友誼出版公司） - 龍應台《傾聽》（天地圖書） - 戚本禹《戚本禹回憶錄》(上﹑下)（中國文革歷史出版社） - 咪蒙《我喜歡這個功利的世界》（湖南文藝） - 吳長生《西藏歲月》（大雁文化） - 丁燕《工廠男孩》（花城出版社） - 周軼君《拜訪革命》（八旗文化） - 陳國球《香港的抒情史》（香港中文大學出版） |
| | |

### 2015年
| 於2016年1月10日出版之三十卷二期該刊公佈。 - 遲子建 《群山之巔》（人民文學出版社） - 王定國 《敵人的櫻花》（印刻出版） - 王安憶 《匿名》（麥田出版） - 顏歌 《平樂鎮傷心故事集》（廣西師範大學出版社） - 葛亮 《北鳶》（聯經出版） - 王良和 《蟑螂變》（香港文學出版社） - 劉大任 《當下四重奏》（印刻出版） - 陳雪 《摩天大樓》（麥田出版） - 陳冠中 《建豐二年》（牛津大學出版社） - 英培安 《戲服》 （唐山出版社） | 於2016年1月17日出版之三十卷三期該刊公佈。 - 朱雲漢《高思在雲》 - 楊儒賓《一九四九禮讚》 - 孫隆基《新世界史》 - 秦暉《走出帝制》 - 陳加昌《我所知道的李光耀》 - 閻明復《閻明復回憶錄》 - 劉紹華《我的涼山兄弟》 - 藍博洲《台灣學運報告1945-1949》 - 閻小駿《香港治與亂》 - 劉再復《吾師與吾友》 |
| | |

### 2014年
| 於2015年1月25日出版之二十九卷四期該刊公佈。 - 徐則臣 《耶路撒冷》（北京十月文藝出版社） - 黃碧雲 《微喜重行》（天地圖書有限公司） - 駱以軍 《女兒》（INK印刻文學生活雜誌出版社） - 賈平凹 《老生》（人民文學出版社） - 寧肯 《三個三重奏》（北京十月文藝出版社） - 嚴歌苓 《媽閣是座城》（人民文學出版社） - 龐貝 《無盡藏》（作家出版社） - 藍博洲 《台北戀人》（INK印刻文學生活雜誌出版社） - 王小妮 《一九六六年》（東方出版社） - 王定國 《誰在暗中眨眼睛》 （INK印刻文學生活雜誌出版社） | 於2015年1月10日出版之二十九卷二期該刊公佈。 - 張思之《行者思之》 - 范疇《與中國無關第二季：三十年後的三種台灣》 - 劉鷹、項松林、方若乃《阿里巴巴模式：改變遊戲規則，在釋放草根創新力中成長》 - 黃天《琉球沖繩交替考——釣魚島歸屬尋源之一》 - 楊天石《找尋真實的蔣介石：還原十三個歷史真相》 - 張戎《慈禧》 - 黃群《六十年中、越關係之見證：一個中國外交官的手記》 - 李逆熵《資本的衝動》 - 劉克襄《四分之三的香港》 - 阿來《瞻對》 |
| | |

### 2013年
| - 苏童 《黄雀记》 - 阎连科 《炸裂志》 - 陈冠中 《裸命》 - 黄锦树 《南洋人民共和国备忘录》 - 王定国 《那么热,那么冷》 - 冬筱 《流放七月》 - 颜忠贤 《宝岛大旅社》 - 余华 《第七天》 - 王兆军 《把兄弟》 - 朱国珍 《中央社区》 | - 陈翠蓮，吴乃德，胡慧玲《百年追求—台湾民主运动的故事》 - 李兆良《宣德金牌启示录》 - 叶曙明《国会现场》 - 阎学通《下一个十年—全球变局大预测》 - 康宁祥《台湾,大拼;康宁祥回忆录》 - 萧军《延安日记》 - 唐诺《尽头》 - 吴晓波《历代经济变革得失》 - 陈智德《地文誌；追憶香港地方與文學》 - 柴靜《看見》 |
| | |

### 2012年
| - 刘震云 《我不是潘金莲》 - 陈雨航 《小镇生活指南》 - 李銳 《张马丁的第八天》 - 黄碧云《烈佬传》 - 果红 《银行行长》 - 常琳 《北京青年》 - 葛亮 《阿德与史蒂夫》 - 李忆莙 《遗梦之北》 - 苏上豪 《国姓爷的宝藏》 - 韩乃寅 《七七级》 | - 余世存《大民小国》 - 涂子沛《大数据》 - 吕大乐《那似曾相识的七十年代》 - 蔡博艺《我在台湾，我正青春》 - 李政亮《中国课》 - 张胜《从战争中走来》 - 蓝博洲《台共党人的悲歌》 - 史云《张春桥姚文元实传》 - 陈冠中《中国天朝主义与香港》 - 邓康延《先生》 |
| | |

### 2011年
| - 哈金 《南京安魂曲》 - 章诒和 《刘氏女》 - 黄晓阳《二号首长》 - 格非 《春尽江南》 - 闻人悦阅 《掘金纪》 - 严歌苓 《霜降》 - 英培安 《画室》 - 纪蔚然 《私家侦探》 - 金光裕 《七出刀之梦》 - 李维怡 《沉香》 | - 岳南《南渡北归》 - 唐宝林《陈独秀全传》 - 朱鎔基《朱鎔基讲话实录》 - 熊培云《一个村庄裡的中国》 - 周德伟《落笔惊风雨》 - 司徒华《大江东去》 - 张鸣《辛亥：摇晃的中国》 - 罗海雷《我的父亲罗孚》 - 尉天驄《回首我们的时代》 - 严长寿《教育应该不一样》 |
| | |

### 2010年
| - 张炜 《你在高原》(共十卷) - 李永平 《大河尽头（下）》 - 施叔青 《三世人》 - 哈金 《落地》 - 韩寒 《一九八八：我想和这个世界谈谈》 - 黎紫书 《告别的年代》 - 刘亮程 《凿空》 - 董启章 《学习年代》 - 李劼 《上海往事》 - 高平 《仓央嘉措》 | - 熊培云《重新发现社会》 - 章东磐《国家记忆》 - 北島《城门开》 - 王奇生《党员、党权与党争》 - 郑永年《中国模式》 - 梁鸿《中国在梁庄》 - 潘慧娴《地产霸权》 - 李敖《阳痿美国》 - 崔卫平《思想与乡愁》 - 吴树《谁在拍卖中国》 |
| | |

### 2009年
| - 张爱玲《小团圆》 - 虹影《好儿女花》 - 陈冠中《盛世》 - 葛亮《朱雀》 - 苏童《河岸》 - 阎连科《我与父辈》 - 蔡素芬《烛光盛宴》 - 也斯《后殖民食物与爱情》 - 陈玉慧《CHINA》 - 韩丽珠《灰花》 | - 赵紫阳《改革历程》 - 龙应台《大江大海一九四九》 - 陈志武《金融的逻辑》 - 倪创辉《十年中越战争》 - 周光蓁《中央乐团史》 - 齐邦媛《巨流河》 - 章万舒《历史的大爆炸》 - 王鼎钧《文学江湖》 - 张翠容《拉丁美洲真相之路》 - 廖信忠《我们台湾这些年》 |
| | |

### 2008年
| - 李永平《大河尽头（上）》 - 哈金《自由生活》 - 骆以军《西夏旅馆》 - 蒋子龙《农民帝国》 - 朱天文《巫言》 - 王晓方《驻京办主任》 - 裘小龙《红尘岁月》 - 严歌苓《小姨多鹤》 - 阎连科《风雅颂》 - 韩丽珠《风筝家族》 | - 金观涛、沈志华《中华人民共和国史》 - 杨继绳《墓碑》 - 胡平《情报日本》 - 顾玉玲《我们——移动与劳动的生命记事》 - 汪晖《去政治化的政治》 - 陈若曦《坚持·无悔》 - 吴晓波《激荡三十年》 - 龙应台《目送》 - 李子玉《忧郁病，就是这样》 - 陈家毅《城市磁场》 |
| | |

### 2007年
| - 艾米《山楂树之恋》 - 曹乃谦《到黑夜想你没办法》 - 杨显惠《定西孤儿院纪事》 - 吳明益《睡眠的航线》 - 刘震云《我叫刘跃进》 - 贾平凹《高兴》 - 徐坤《野草根》 - 戴萍《好吗兄弟》 - 陈汉《滴水观音》 - 戴思杰《某夜月未升》 | - 余英时《知识人与中国文化的价值》 - 樊树志《大明王朝的最后十七年》 - 萨苏《国破山河在》 - 章诒和《云山几盘江流几湾》 - 王小强《摸著石头过河的困惑》 - 龙应台《亲爱的安德烈》 - 李零《丧家狗》 - 林博文《张学良、宋子文档案大揭秘》 - 吕大乐《四代香港人》 - 简媜《老师的十二样见面礼》 |
| | |

### 2006年
於2007年1月28日出版之二十一卷三期該刊公佈。
| - 李锐《太平風物》 - 嚴歌苓《第九個寡婦》 - 胡發雲《如焉@sars.come》 - 蘇偉貞《時光隊伍》 - 余華《兄弟》 - 蘇童《碧奴》 - 莫言《生死疲勞》 - 安妮寶貝《蓮花》 - 英培安《我與我自己的二三事》 - 張大春《戰夏陽》 | - 龍應台《請用文明來說服我》 - 章詒和《伶人往事》 - 王蒙《半生多事》 - 查建英《八十年代訪談錄》 - 張戎《毛澤東：鮮為人知的故事》 - 《蔣介石死亡之謎》 - 方壯璧《方壯璧回憶錄》 - 吳祥輝《芬蘭驚艷》 - 張翠容《中東現場》 - 林達《如彗星劃過夜空》 |
| | |

### 2005年
於2006年2月19日出版之二十卷七期該刊公佈。
- 徐曉《半生為人》
- 閻連科《丁庄梦》
- 哈金《戰廢品》
- 章詒和《一陣風，留下了千古絕唱》
- 王安憶《遍地梟雄》
- 黃錦樹《土與火》
- 劉心武《紅樓望月》
- 董啟章《天工開物·栩栩如真》
- 唐諾《閱讀的故事》
- 南方朔《回到詩》

### 2004年
於2005年1月16日出版之十九卷三期該刊公佈。
- 陳桂棣、春桃《中國農民調查》
- 章詒和《往事並不如煙》
- 汪暉《現代中國思想的興起》
- 黃智賢《戰慄的未來》
- 姜戎《狼圖騰》
- 余秋雨《借我一生》
- 聶華苓《三生三世》
- 陳冠中《香港三部曲》
- 阮慶岳《林秀子一家》
- 北島《失敗之書》

## 外部連結
- 亞洲週刊中文十大好書名單：2004年 （页面存档备份，存于）／2005年（页面存档备份，存于）／2006年（小說類 （页面存档备份，存于）、非小說類 （页面存档备份，存于））/2008年（小說類 （页面存档备份，存于）、非小說類 （页面存档备份，存于））